# Renate Kaymer
Renate Kaymer (* 1957 in Aachen) ist eine deutsche Architektin und Stadtplanerin. Von 2006 bis 2012 war sie Konservatorin der Stadt Köln.

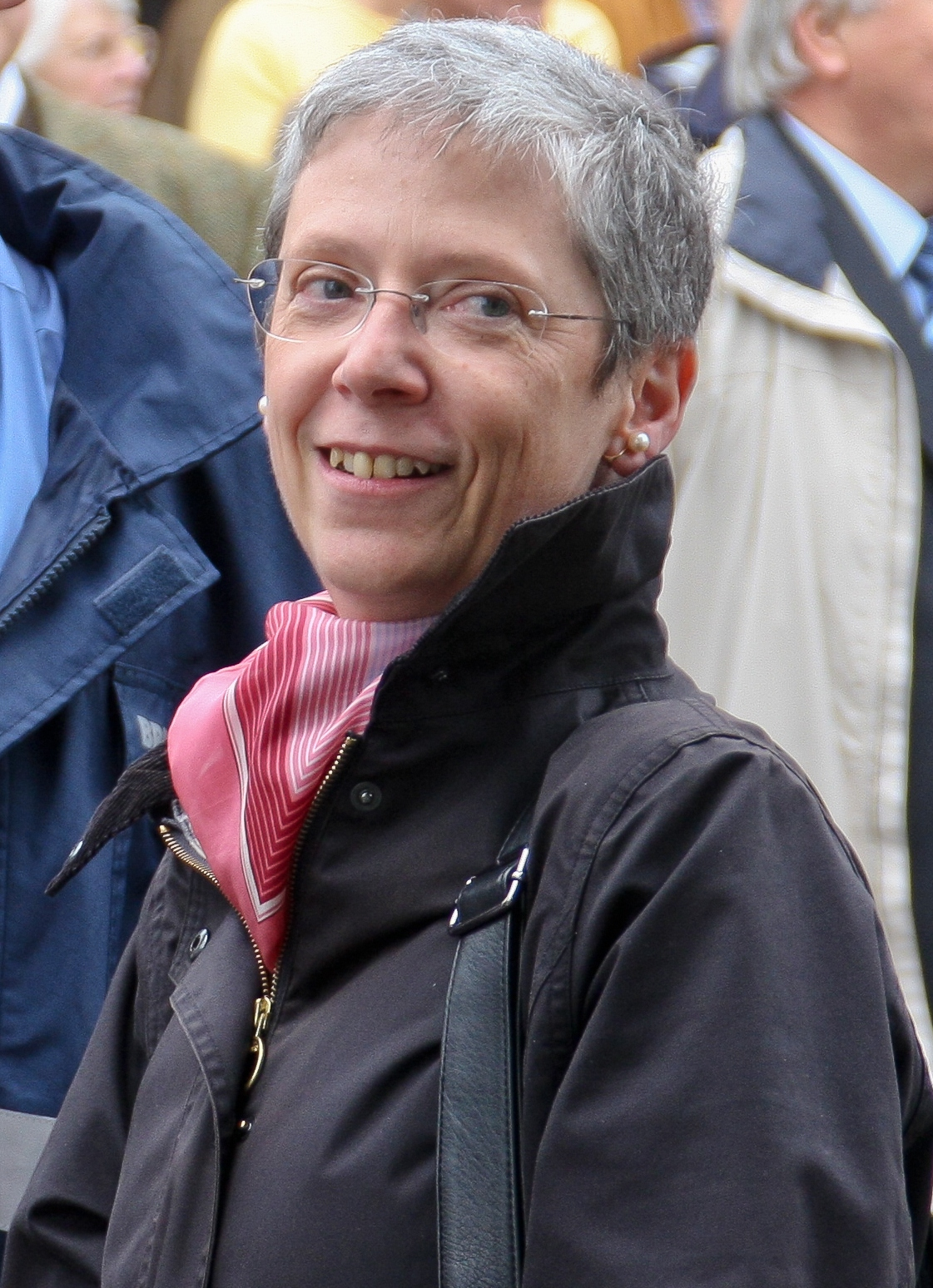
Renate Kaymer (2009)

## Leben
Kaymer wurde 1957 in Aachen geboren und studierte in ihrer Heimatstadt an der Rheinisch-Westfälischen Technischen Hochschule Architektur mit dem Schwerpunkt Stadtplanung. Nachdem sie 1983 dort in Stadtbaugeschichte zum Dr.-Ing. promovierte, trat sie drei Jahre später das Amt der Stadtbaurätin und stellvertretenden Amtsleiterin des Entwicklungs- und Planungsamts der Stadt Stolberg an. Innerhalb von drei Jahren übernahm sie die Leitung des Amtes sowie die Stelle der Stadtbaudirektorin.
Im Februar 2006 wurde sie zur Konservatorin der Stadt Köln ernannt und trat damit die Nachfolge des in den Ruhestand getretenen Ulrich Krings an. Während sie sich in Stolberg einen guten Ruf als Verfechterin des Denkmalschutzes erworben hatte, war ihre Zeit in Köln stark umstritten. Zum einen von fachlicher Seite, da sie sich nicht ausreichend für die Denkmalpflege einsetze und sie wirtschaftlichen Interessen von Investoren den Vorzug gebe und zum anderen in Fragen der Personalführung. Mehrfach sorgte Kaymer für Schlagzeilen, als sie Mitarbeiter ohne Absprache mit dem Personalrat und mit zum Teil unglaubwürdigen Gründen entließ. Im Laufe der Zeit verstärkte sich der Widerstand in ihrem Arbeitsumfeld und nachdem sie bereits mehrere Wochen krankheitsbedingt ausfiel, wurde sie durch ein ärztliches Attest für dienstunfähig erklärt und zum 1. Juni 2012 in den Ruhestand versetzt. Ihr Nachfolger wurde nach einem halben Jahr kommissarischer Betreuung Thomas Werner im Dezember 2012.

## Schriften
- Herzogenrath. Die Baugeschichte von Burg und Stadt einschließlich der eingemeindeten Orte Kohlscheid und Merkstein, Dissertation an der RWTH zu Aachen, 1983, DNB 840749120.